# Prowincja Zoundwéogo
Prowincja Zoundwéogo – jedna z 45 prowincji w Burkina Faso.
Ma powierzchnię ponad 3,6 tys. km². W 2006 roku mieszkało w niej prawie 245 tysięcy ludzi. W 1996 roku na jej terenach zamieszkiwało ponad 197 tysięcy mieszkańców.